# Karel Žďárský
Karel Žďárský (22 maggio 1900 – ...) è stato un calciatore cecoslovacco, di ruolo attaccante.

## Carriera

### Nazionale
Esordisce il 31 agosto 1924, realizzando anche un gol contro la Romania (4-1). Il 17 gennaio 1926 gioca a Torino il suo ultimo incontro in un'amichevole contro l'Italia (3-1).